# Робърт Бак
Робърт Бак (на английски: Robert C. Bak) е унгаро-американски психиатър и психоаналитик.

## Биография
Роден е на 14 октомври 1908 година в Будапеща, Австро-Унгария, в богато еврейско семейство. Завършва гимназия и започва да учи медицина, която завършва през 1933 г. След това започва обучителна анализа с Имре Херман. Емигрира в Ню Йорк през 1941 г., където работи като психиатър и психоаналитик. Шест години по-късно става водеща фигура в Нюйоркския психоаналитичен институт и обучаващ аналитик. В периода 1957 – 1959 е президент на Нюйоркското психоаналитично общество. Негов известен пациент е унгарският поет Атила Йожев, който Бак лекува от шизофрения.
Бак работи заедно с Филис Грийнакър, Едит Якобсон и Маргарет Малер.
Умира на 15 септември 1974 година в Ню Йорк на 65-годишна възраст.